# Clohars-Fouesnant
Clohars-Fouesnant (bret. Kloar-Fouenant) – miejscowość i gmina we Francji, w regionie Bretania, w departamencie Finistère.
Według danych na rok 1999 gminę zamieszkiwało 1417 osób, a gęstość zaludnienia wynosiła 109 osób/km² (wśród 1269 gmin Bretanii Clohars-Fouesnant plasuje się na 481. miejscu pod względem liczby ludności, natomiast pod względem powierzchni na miejscu 729.).